# 아폴로 5호
아폴로 5호(Apollo 5)는 미국 항공우주국의 아폴로 계획에 의하여 발사된 무인우주선이다.

## 목적
아폴로 5호의 주 목적은 달 착륙선(LM)의 우주 공간에 있어서의 비행 시험이며, 특히 상승단과 하강단의 엔진이나 분리 시스템의 성능을 확인하는 것이었다. 또 하강단의 엔진은 우주 공간에서 추진력을 조정할 수 있는 첫 로켓이 되는 것이었다. 게다가, 아폴로 5호의 실험에서는 달 표면 강하 중에 비행을 중지해 긴급 탈출하는 상태를 대비하고, 하강단을 접속한 상태로 상승단의 로켓에 점화하는 접속 점화 시험--미션의 기장에도 그려져 있는 것--이 행해졌다.

## 계획의 지연
아폴로 4호와 마찬가지로, 아폴로 5호에도 진행에 대폭적인 지연이 있었다. 최대의 요인은 LM(달 착륙선)이었다. 지구를 주회시키는 것 뿐이면 아직 하지도, 인간을 태워 달 표면에 착륙하는 우주선은 아직도 전혀 아무도 만들었던 적은 없었던 것이다. 그 때문에 LM은 자주 스케줄을 늦추는 원인이 되었다.
당초의 예정에서는 1967년 4월에 발사될 예정이었지만, 하강단의 엔진의 분사가 순조롭지 않고, 상승단의 엔진의 용접 부분에 이상이 발견되는 등의 문제가 발생했기 때문에 최종적으로 LM이 로켓 위에 설치된 것은 1967년 11월 19일이었다.
그런데 발사 직전의 1967년 12월 17일에는, 이번은 그루먼사의 공장에서 사고가 발생했다. LM의 압력시험을 하고 있는 도중에 본래는 39 kPa(킬로파스칼)까지 견딜 수 있도록 설계되어야 할 우측의 유리창이 35 kPa에서 파괴되어 버렸던 것이다(이 때 시험되고 있던 기체는, 후에 아폴로 11호로 달표면에 착륙한 것이었다).그 때문에 1967년 12월 28일에는 유리창이 알루미늄의 판으로 교환되었다.

## 비행

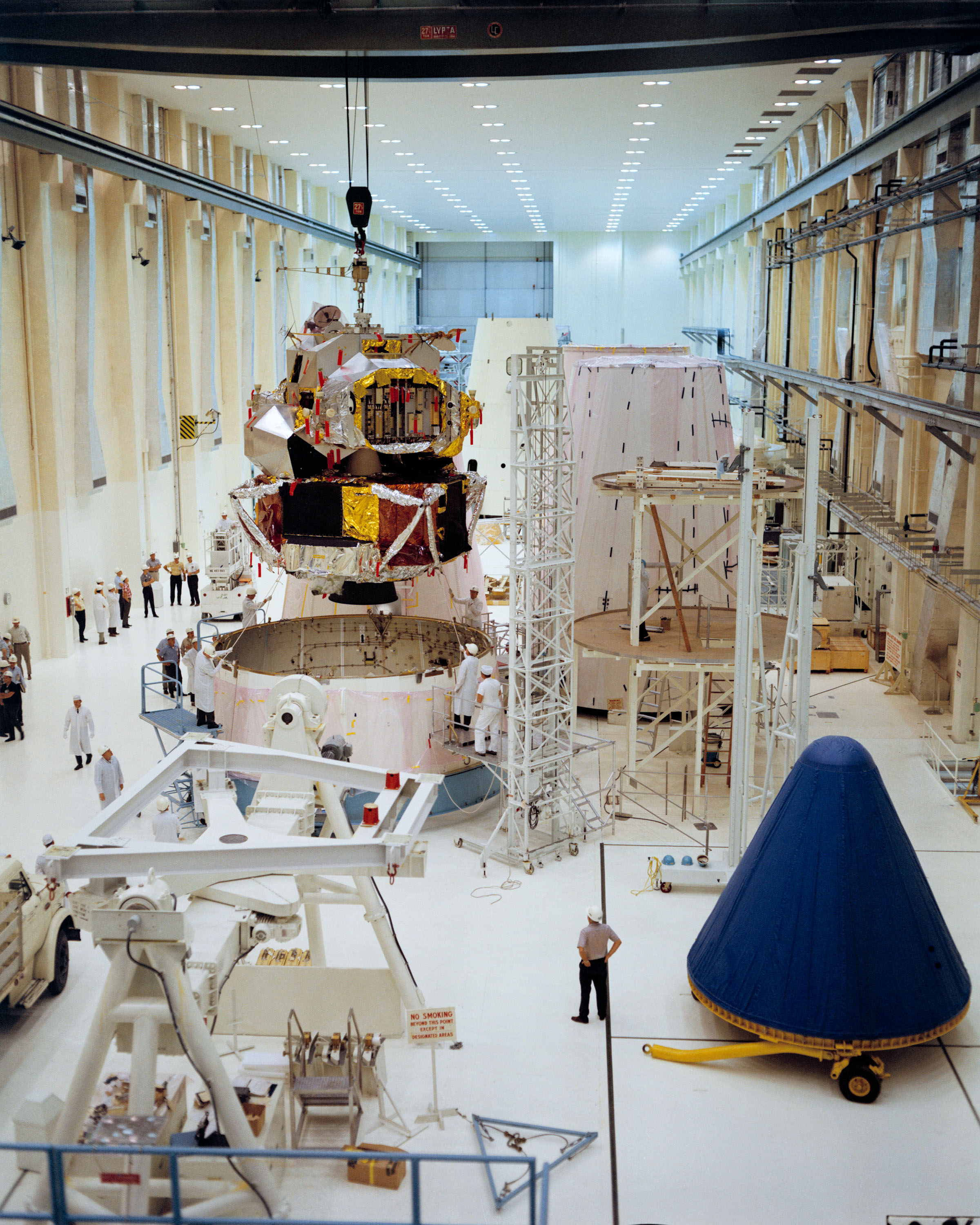
시험중인 LM

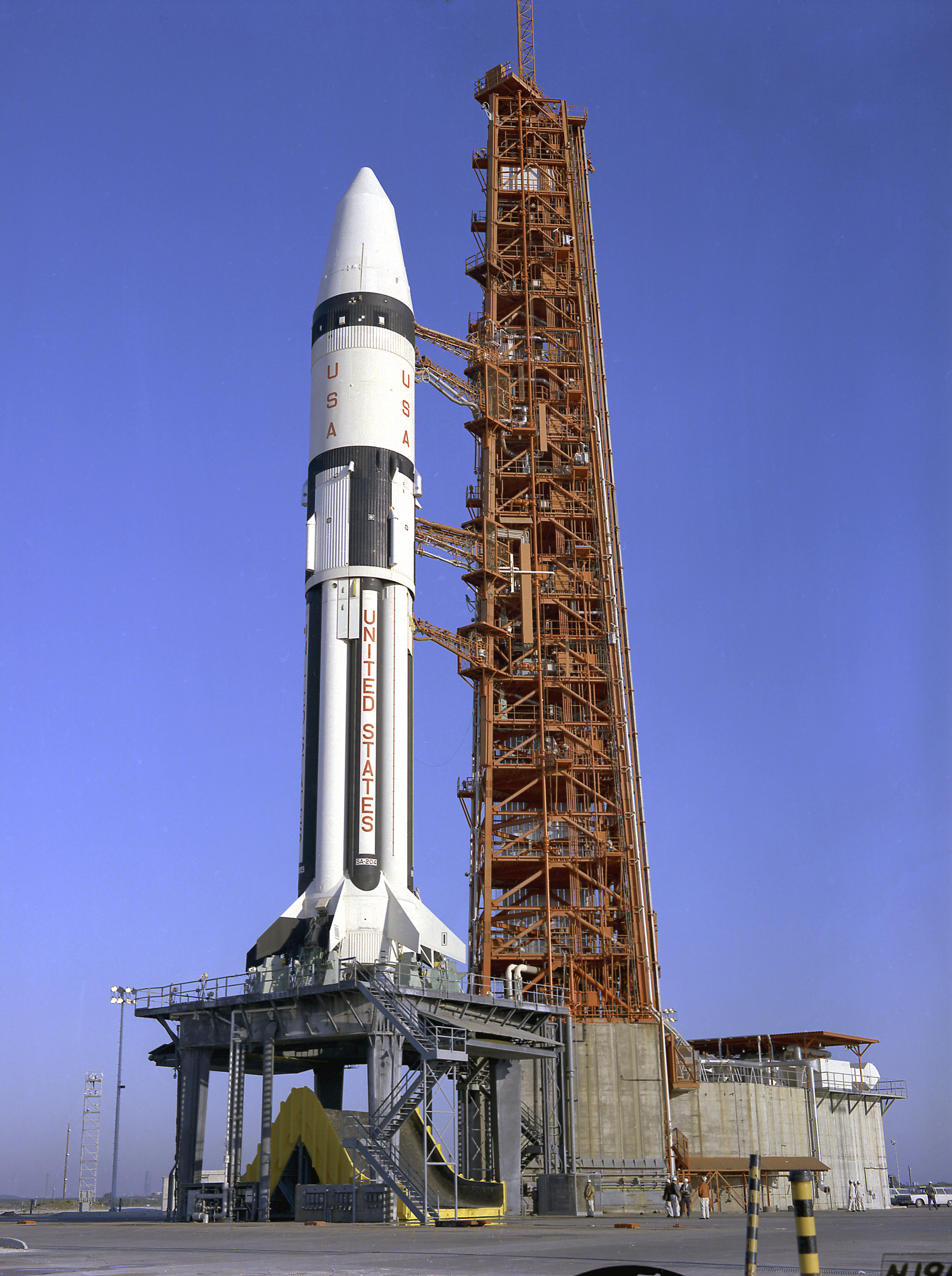
발사대기중인 아폴로 5호

아폴로 5호의 발사에 사용된 로켓은 새턴 V 로켓보다 한 층 크기가 작은 새턴 IB 로켓이었다. 이 로켓은 아폴로 우주선을 달까지 보낼 수는 없지만, 지구 주회 궤도에 올리는 데에는 충분한 출력을 가지고 있었다. 아폴로 5호에 사용된 로켓은 원래 아폴로 1호에 사용될 예정이었으나, 지상 훈련 중의 화재로 우주비행사 3명이 희생되고 사령선이 파괴된 관계로 대기중이던 로켓은 LC-34 발사대로부터 내려져 후에 LC-37B 발사대에서 재조립되어 아폴로 5호에 쓰이게 되었다.
아폴로 5호의 LM은 착륙용 다리를 장비하지 않았고, 또 무인 비행이기 위해 긴급 탈출용 로켓도 설치되지 않았다.그 때문에 로켓의 전체 높이는 본래의 새턴 IB 로켓보다 훨씬 낮은 55 m였다.
1968년 1월 22일의 일몰 직후 아폴로 5호는 당초의 예정으로부터 8개월 늦게 발사되었다. 비행은 완벽하고, 제 2단로켓과 LM은 근지점 162 km, 원지점 214 km 의 타원 궤도에 올랐다. 45분 후에 LM을 분리해 하강단의 로켓을 분사했지만 소프트웨어의 오류에 의해 예정보다 4초 빨리 35초간으로 분사가 정지해 버렸다. 접속 점화 시험은 예정대로 행해졌다. LM은 지구를 7.5회 돈 후, 1968년 2월 12일 괌 섬의 남서쪽 수백 km 의 태평양 상에서 교신이 끊겨졌다.